# پل خیابان لا سال (شیکاگو)
پل خیابان لا سال (به طور رسمی «پل مارشال سولووی») یک پل دو لنگه تک‌دهانه از نوع بازشو با محور چرخشی است که از شاخه اصلی رود شیکاگو در شیکاگو، ایلینوی عبور می‌کند، و نزدیک شمالی را به منطقه لوپ متصل می‌کند. این پل در سال ۱۹۲۸ با هزینه‌ای معادل ۲٬۵۰۰٬۰۰۰ دلار توسط شرکت سازه‌های فولادی استروبل ساخته شد.
این پل بخشی از طرحی برای گسترش خیابان لا سال و بهبود دسترسی از لوپ به سمت شمال رودخانه بود که از سال ۱۹۰۲ پیشنهاد شده بود. طراحی این پل، همراه با پل‌های جدید در خیابان مدیسون، خیابان فرانکلین و خیابان کلارک، در سال ۱۹۱۶ تأیید شد.
شورای شهر شیکاگو در سال ۱۹۹۹ نام این پل را به افتخار کمیسر سابق اداره کارهای عمومی شیکاگو، مارشال سولووی، تغییر داد.